# Muzeum Historii Madrytu
Muzeum Historii Madrytu (hiszp. Museo de Historia de Madrid) – muzeum historii miasta położone w jego najstarszej części, w dystrykcie Centro. Siedzibą jest barokowy budynek dawnego hospicjum Real Hospicio de San Fernando, wzniesiony w XVIII w. według projektu Pedra de Ribery. Główny portal jest uważany za jedno z najbardziej reprezentatywnych dzieł hiszpańskiego świeckiego baroku. 

## Historia
Muzeum zostało otwarte 10 czerwca 1929 jako Museo Minicipal (muzeum miejskie) z siedzibą w Real Hospicio de San Fernando. W latach 1955–1978 było zamknięte ze względu na przebudowę i restaurację budynku. W 2007 zmieniło nazwę na Muzeum Historii Madrytu. 

## Kolekcja

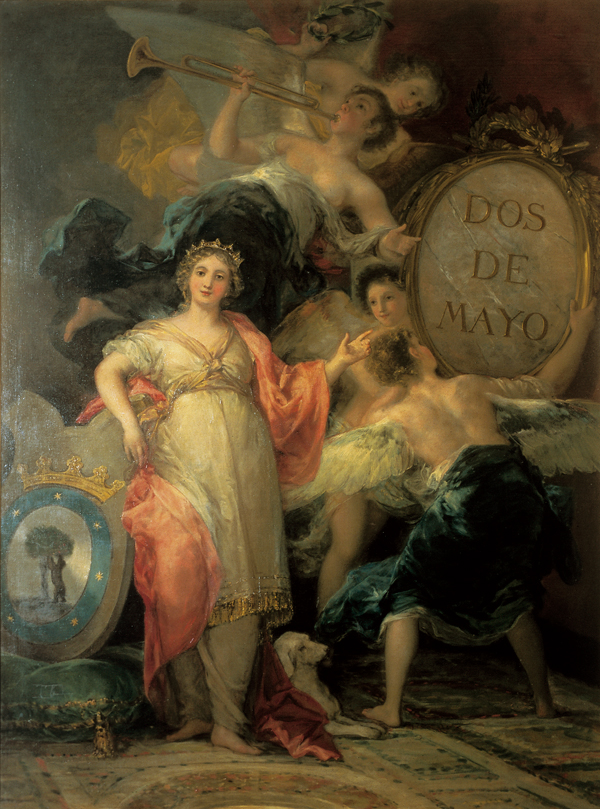
Alegoria Madrytu (1810), Francisca Goi znajduje się w kolekcji muzeum

Kolekcja muzeum dzieli się na trzy sekcje:
- Madrid, Villa, Corte y capital de dos mundos (Madryt, miasto, dwór i stolica dwóch światów): obejmuje XVI–XVIII wiek i pierwsze dwa stulecia Madrytu jako stolicy Hiszpanii,
- Madrid, Centro ilustrado del poder (Madryt, oświecone centrum władzy): obejmuje cały XVIII wiek aż do wojny o niepodległość, w tym dynastię Burbonów i zmiany w rządzie,
- Madrid, El sueño de una ciudad nueva (Madryt, marzenie o nowym mieście):  obejmuje XIX wiek do I wojny światowej[1].